# Jackson Bandits
Die Jackson Bandits waren eine US-amerikanische Eishockeymannschaft aus Jackson, Mississippi. Das Team spielte von 1999 bis 2003 in der East Coast Hockey League.

## Geschichte
Die Chesapeake Icebreakers aus der East Coast Hockey League wurden zwei Jahre nach ihrer Gründung im Anschluss an die Saison 1998/99 nach Jackson, Mississippi, umgesiedelt und in Jackson Bandits umbenannt. Ihre erfolgreichste Spielzeit absolvierte die Mannschaft in der Saison 2001/02, in der sie nach dem vierten Platz der Southwest Division in der regulären Saison in den Playoffs um den Kelly Cup zunächst die New Orleans Brass und die Louisiana IceGators schlugen, ehe sie erst in der dritten Runde den Mississippi Sea Wolves mit einem Sweep in der Best-of-Five-Serie unterlagen. In der folgenden, ihrer letzten Spielzeit, scheiterten die Bandits bereits in der Playoff-Qualifikation durch eine knappe 2:3-Niederlage nach Verlängerung an den Pensacola Ice Pilots. 
Nachdem die Zuschauerzahlen kontinuierlich gesunken waren und der Bau einer eigenen Arena gescheitert war, wurde das Franchise 2003 aufgelöst.

## Saisonstatistik
Abkürzungen: GP = Spiele, W = Siege, L = Niederlagen, T = Unentschieden, OTL = Niederlagen nach Overtime SOL = Niederlagen nach Shootout, Pts = Punkte, GF = Erzielte Tore, GA = Gegentore, PIM = Strafminuten
| Saison  | GP | W  | L  | T | OTL | SOL | Pts | GF  | GA  | Platz         | Playoffs                        |
| 1999/00 | 70 | 32 | 32 | — | 6   | —   | 70  | 201 | 227 | 7., Southwest | nicht qualifiziert              |
| 2000/01 | 72 | 39 | 24 | 9 | —   | —   | 87  | 206 | 209 | 2., Southwest | Niederlage in der zweiten Runde |
| 2001/02 | 72 | 34 | 29 | 9 | —   | —   | 77  | 187 | 202 | 4., Southwest | Niederlage in der dritten Runde |
| 2002/03 | 72 | 38 | 26 | 8 | —   | —   | 84  | 210 | 195 | 4., Southwest | Niederlage in der Qualifikation |

## Team-Rekorde

### Karriererekorde
Spiele: 261  Dave Stewart
Tore: 51  Brian Callahan
Assists: 60  Jeff Bes
Punkte: 94  Jeff Bes
Strafminuten: 1268  Dave Stewart

## Bekannte Spieler
- Adam Hauser
- Quintin Laing
- Cory Larose
- Jay Woodcroft